# Лондонський договір (1864)
Лондонський договір 1864 — угода між Великобританією, Францією, Росією і Грецією, підписана 29 березня 1864, згідно з яким Іонічна республіка, що знаходилася під протекцією Великобританії, переходила під безпосередній контроль грецької влади і перетворювалася в три провінції. Договором обумовлювалися зобов'язання сторін, що підписалися один до одного, до колишнього керівництва та громадян республіки, а також до третіх держав, з якими у республіки були укладені договори. Крім того, договір визначав умови «переваг постійного нейтралітету» островів Корфу та Паксі.